# Friedrichswerth
Friedrichswerth (Erffa jusqu'en 1685), est une ancienne commune allemande de l'arrondissement de Gotha en Thuringe, faisant partie de la communauté d'administration Mittleres Nessetal.

## Géographie

Situation de la commune (en rouge) dans l'arrondissement de Gotha

Friedrichswerth est située au nord-ouest de l'arrondissement, à la limite avec l'arrondissement de Wartburg, au sud-ouest du bassin de Thuringe, sur la Nesse, à 15 km au nord-ouest de Gotha, le chef-lieu de l'arrondissement.
Friedrichswerth appartient à la communauté d'administration Mittleres Nessetal (Verwaltungsgemeinschaft Mittleres Nessetal).
Communes limitrophes (en commençant par le nord et dans le sens des aiguilles d'une montre) : Hörselberg-Hainich, Brüheim, Sonneborn, Hörsel et Haina.

## Histoire
La première mention du village d'Erffa date de la fin du VIIIe siècle sous le nom de Villa Erphohi, dans une liste de marchandises destinées au monastère de Hersfeld. En 859 apparaissent les comtes d'Erffa, chargés d'encaisser la dîme. Un château fort (wasserburg) est construit sur les rives marécageuses de la rivière pour protéger le commerce important le long de la Nesse.
Les villageois d'Erffa participent en 1525 à la Guerre des Paysans et au pillage de l'abbaye de Georgenthal. Vaincu à la fin de la révolte, le village est condamné à payer une amende de 800 florins.
En 1677, le duc Frédéric Ier de Saxe-Gotha-Altenbourg visite le château, s'en éprend et le rachète ainsi que les terres avoisinantes aux Erffas. Il fait détruire le château fort et fait édifier le château baroque de Friedrichswerth. En 1689, le village change de nom en son honneur et prend son nom actuel. Le château devient une résidence estivale de plaisance des ducs de Gotha. Après l'abdication du dernier duc en 1922, il devient une maison d'éducation.
Friedrichswerth a fait partie du duché de Saxe-Cobourg-Gotha (cercle de Waltershausen). En 1890, le village est relié au réseau ferrée par la ligne du Nessetalbahn. Cette ligne sera démontée en 1947 par les Soviétiques au titre des réparations de guerre.
En 1922, après la création du land de Thuringe, Friedrichswerth est intégrée au nouvel arrondissement de Gotha avant de rejoindre le district d'Erfurt en 1949 pendant la période de la République démocratique allemande jusqu'en 1990.

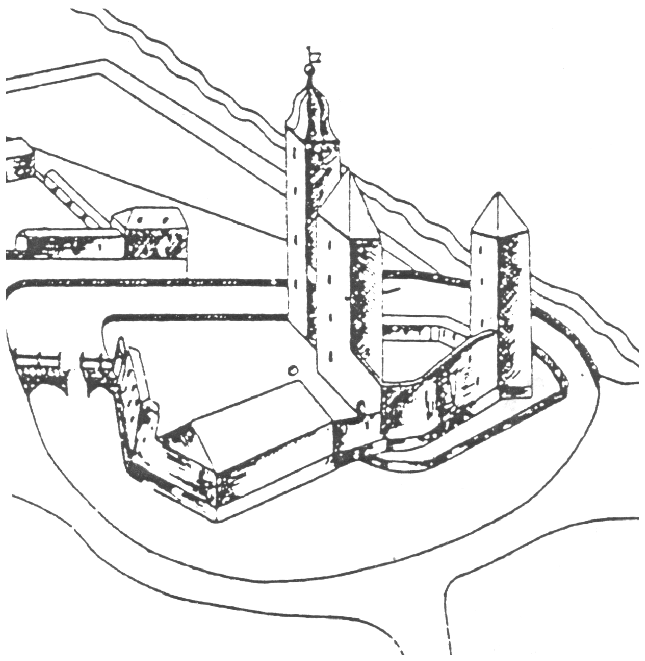
Le château fort d'Erffa (dessin de 1685)

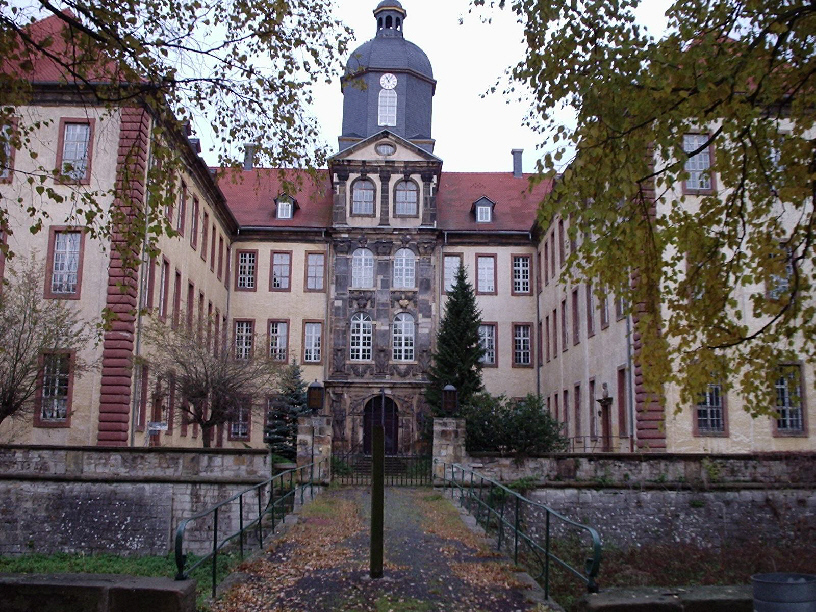
Le château de Friedrichswerth

## Démographie
| 1910 | 1933 | 1939 | 1995 | 2000 | 2005 | 2010 |
| ---- | ---- | ---- | ---- | ---- | ---- | ---- |
| 535  | 576  | 591  | 631  | 567  | 577  | 543  |

## Communications
La commune est traversée par la route L1030 qui rejoint Sonneborn et Gotha à l'est. La K11 poursuit vers Haina à l'ouest. La L1029 rejoint Behringen au nord et Waltershausen au sud.